# Bolivia en los Juegos Olímpicos de Sídney 2000
Bolivia estuvo representada en los Juegos Olímpicos de Sídney 2000 por un total de 5 deportistas, 3 hombres y 2 mujeres, que compitieron en 3 deportes.
El portador de la bandera en la ceremonia de apertura fue el atleta Marco Condori. El equipo olímpico boliviano no obtuvo ninguna medalla en estos Juegos.